# 洋边河
洋边河，也称丰头河，位于中华人民共和国广东省阳西县境内，发源于阳西西北端望夫山脉的鹅凰嶂南麓，蜿蜒向东流经塘口镇工厂村、同由村、塘口镇治、周南村、竹迳村、横山村、程村镇莲湖村、中西村、大车村，于黄什村转南流，经冼村、坡尾村、平原村、岗背村、织贡镇龙山村、龙溪村，过程村镇濠山村西南的狮子岭，注入南海的丰头港。河长45千米，流域面积657平方千米。年均径流量9.86亿立方米。